# Richard Peau
Richard Peau (* 15. Mai 1936 in Neuwied) ist ein deutscher Schauspieler bei Bühne und Fernsehen.

## Leben und Wirken
Peau erhielt seine Schauspielausbildung in Köln und gab am dortigen Theater am Dom auch sein Bühnendebüt. Es folgten Verpflichtungen Düsseldorf, Dortmund und Oberhausen, ehe dem Mann mit dem markanten Vollbart wieder nach Köln zurückkehrte. Seitdem war er als freischaffender Künstler tätig. Autogrammsammler Peau, der auch Hörfunk und Synchron gemacht hat und überdies an Schallplattenaufnahmen beteiligt gewesen war, wirkte ab 1966 rund anderthalb Jahrzehnte regelmäßig in Fernsehproduktionen mit, ohne allerdings dort größere Spuren hinterlassen zu haben. Sein Sohn Wolfgang Peau (* 6. April 1956 in Köln) war beim Fernsehen der ausgehenden 1960er und frühen 1970er Jahre als Kinderdarsteller tätig.

## Filmografie
- 1966: Socialaristokraten
- 1967: Tag der offenen Tür
- 1968: Der Mann, der keinen Mord beging (TV-Serie)
- 1969: Das Ekel
- 1977: Bombastus Ballmann (TV-Serie, eine Folge)
- 1977: Plattenküche (eine Ausgabe)
- 1979: Barfuß in Köln
- 1981: Scheidung op kölsch
- 1995: Stadtklinik (TV-Serie, eine Folge)

## Einzelnachweis
1. ↑  Richard Peaus umfassende Autographensammlung